# Rolf Rosenberg
Rolf Gunnar Erland Rosenberg, född 16 februari 1921 i Stockholm, död 2 september 2005, var en svensk konstnär, tecknare och konsthantverkare.
Han var son till skräddarmästaren Frans Erland Rosenberg och Ebba Svedlund och från 1953 gift med Ingrid Margareta Sjöholm. Rosenberg arbetade som verktygsmakare 1935–1945 och studerade därefter konst vid Grünewalds målarskola i Stockholm 1945–1947 och under studieresor till Frankrike, Spanien, Nederländerna och Belgien. Separat debuterade han med en utställning i Vara 1948 där han visade upp sina målningar och 1949 medverkade han i en utställning på Thurestams konstsalong i Stockholm. Därefter ändrad han inriktning i sin konst och övergick mer till konsthantverk med klockor för offentlig miljö som specialitet. Han medverkade konsthantverksutställningen på De ungas salong i Stockholm 1954, Konsthantverkarnas gilles utställning på Liljevalchs konsthall 1958 samt ett flertal konsthantverksutställningar runt om i landet. Hans bildkonst består av stilleben, porträtt och landskapsmålningar och hans konsthantverk består av smycken i silver, mosaikarbeten klockor och utsmyckningar for offentlig miljö utförda i mässing, lättmetall, koppar och emalj. Rosenberg finns representerad vid Nationalmuseum och Jakobsbergs kommunhus.